# Міодраґ Булатович
Міодраг Булатович (серб. Миодраг Булатовић, 20 лютого 1930, Бієло-Полі — 15 березня 1991, Іхало) — сербський письменник, що писав сербською мовою.

## Життєпис
З дитинства Міодраґ Булатович страждав на епілептичні напади, тому пізно навчився читати. Закінчив гімназію у Крушеваці, потім Белградський університет, вивчав літературу і психологію. Після університету працював журналістом, у тому числі — на радіо. Як прозаїк дебютував у 1956 році книгою оповідань, за яку отримав премію Спілки письменників Сербії.
У 1970-х роках виступав з нападками на Данило Кіша. Наприкінці життя став впливовим членом Соціалістичної партії Сербії, зайняв крайню націоналістичну позицію.

## Творчість
Міодраґ Булатович — автор гротескно-фантастичних творів, що розвивають традиції шахрайського роману, Боккаччо, Рабле, Сервантеса, Едгара По, Миколи Гоголя, Кафки і певною мірою близьких літератури магічного реалізму, творчості Ґюнтера Ґрасса. Крім романів і новел, йому належить п'єса за мотивами Семюела Беккета «Ось і Годо» (1966), численні статті в періодиці.

## Романи та новели
- Явище чортів/ Ђаволи долазе, книга новел (1956)
- Дзвін і вовк/ Вук і звоно, книга новел (1958)
- Червоний півень летить прямо в небо/ Црвени петао лети према неба (1959)
- Герой на ослятах/ Херој на магарцу (1967)
- Війна була краще/Рат је біо бољи (1969)
- Люди з чотирма пальцями/ Људи са чотири прста (1975, премія журналу НІН)
- П'ятий палець/ Петі прст (1977)
- Gullo Gullo (1983)

## Інтерв'ю
- Bulatovic M., Đorđić S. Nikad istim putem. Beograd: Beogradski izdavačko-grafički zavod; Srpska književna zadruga, 1999 (книга бесід з письменником)

## Визнання
Проза Міодраґа Булатовича перекладена багатьма мовами світу.